# Life's Little Ironies
Life's Little Ironies is de derde bundel korte verhalen van de Engelse schrijver Thomas Hardy. Het boek verscheen in 1894, nadat de verhalen al eerder waren gepubliceerd in diverse tijdschriften.

## Inhoud
- An Imaginative Woman
- The Son's Veto
- For Conscience' Sake
- A Tragedy of Two Ambitions
- On the Western Circuit
- To Please His Wife
- The Fiddler of the Reels
- A Few Crusted Characters